# Xã Highland, Quận Day, South Dakota
Xã Highland (tiếng Anh: Highland Township) là một xã thuộc quận Day, tiểu bang Nam Dakota, Hoa Kỳ. Năm 2010, dân số của xã này là 60 người.